# 9638 Fuchs
9638 Fuchs è un asteroide della fascia principale. Scoperto nel 1994, presenta un'orbita caratterizzata da un semiasse maggiore pari a 2,4027116 UA e da un'eccentricità di 0,1619558, inclinata di 0,69907° rispetto all'eclittica.